# John Thompson Hoffman
John Thompson Hoffman (Ossining, 10 gennaio 1828 – Wiesbaden, 24 marzo 1888) è stato un politico statunitense, 78° sindaco di New York e 23º Governatore di New York.